# Sarı Gelin

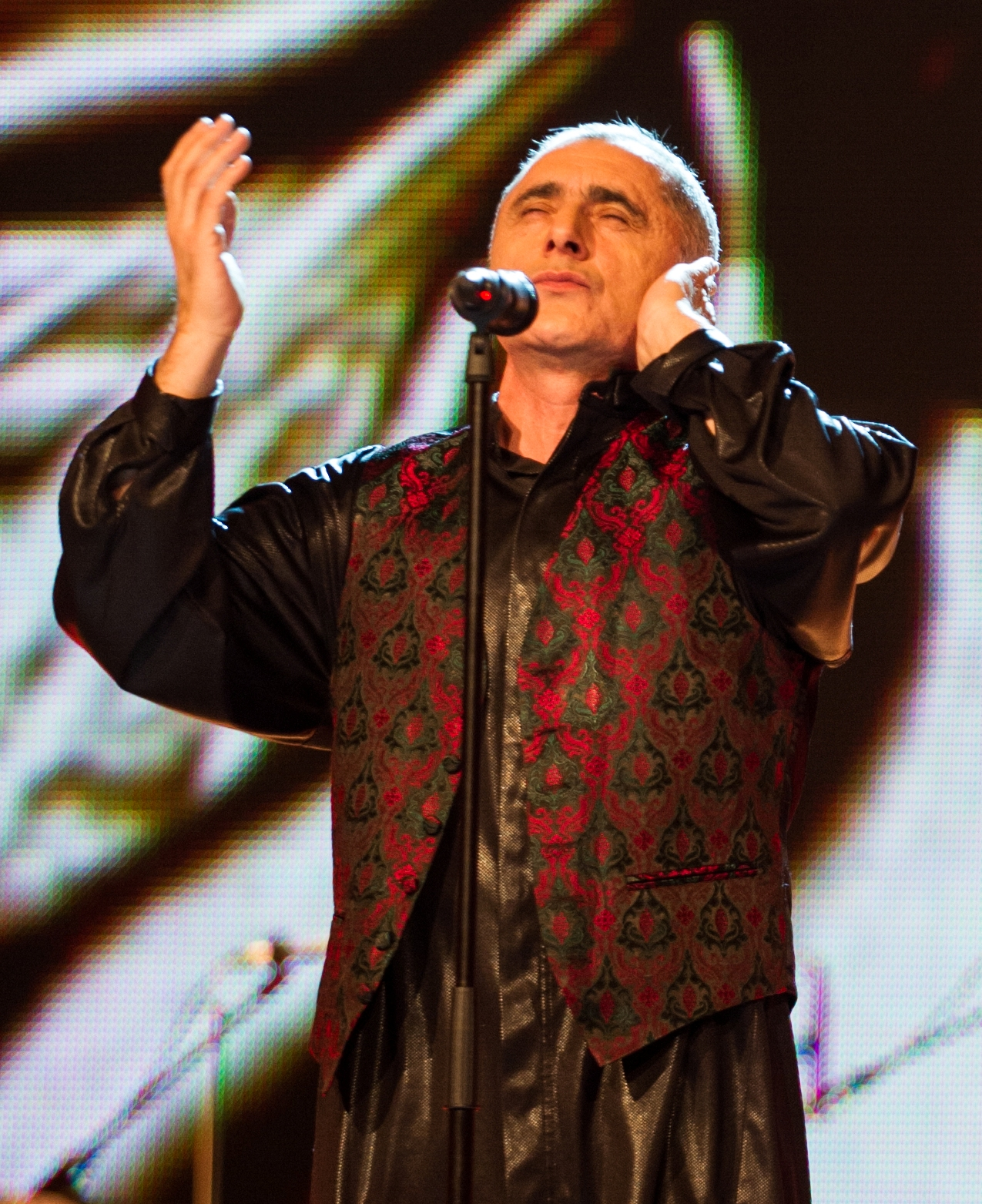
Alim Qasimov singt Sari Gelin in Baku

Sarı Gelin (aserbaidschanisch: Sarı Gəlin – 'Blonde Braut', türkisch: Sarı Gelin, armenisch: Սարի աղջիկ, - ‚Das Mädchen aus der Berge‘persisch: ساری گلین, arabisch العروس الصفراء) ist ein populäres Volkslied in Aserbaidschan, der Türkei, in Armenien, im Iran und Irak. Es ist unbekannt, ob sich der Titel „Sarı Gelin“ auf das blonde Haar der Braut oder auf die Farbe des Hochzeitsgewandes bezieht. Eine alternative Übersetzung wäre Braut der Berge, da das Wort Sar auf Armenisch Berg heißt.
Aus welchem Land das Lied tatsächlich kommt, ist unbekannt. Die Herkunft lässt sich nicht angeben, da das Lied u. a. durch verschiedene Interpretationsansätze, basierend auf unterschiedlichen Übersetzungsmöglichkeiten, keiner Nation zuzuordnen ist.
Das Volkslied ist sehr berühmt. Der aserbaidschanische Text erzählt die Geschichte eines Paares, das aufgrund verschiedener Ethnie und Religion nicht zusammen sein kann: Der türkische Muslim verliebt sich in eine armenische Christin.

## Text
Das Lied wird in vielen Sprachen gesungen.
| Aserbaidschanischer Text Saçın ucun hörməzlər Gülü sulu dərməzlər Sarı gəlin Saçın ucun hörməzlər Gülü sulu dərməzlər Sarı gəlin Bu sevda nə sevdadır Səni mənə verməzlər Neynim aman, aman Sarı gəlin Bu sevda nə sevdadır Səni mənə verməzlər Neynim aman, aman Sarı gəlin Bu dərənin uzunu, Çoban qaytar quzunu, quzunu Bu dərənin uzunu, Çoban qaytar quzunu, quzunu Gün ola mən bir görəydim Nazlı yarımın üzünü Neynim aman, aman Sarı gəlin Gün ola mən bir görəydim Nazlı yarımın üzünü Neynim aman, aman Sarı gəlin | Türkischer Text Erzurum çarşı pazar neylim aman aman Neylim aman aman neylim aman aman sarı gelin İçinde bir kız gezer ay nenen ölsün sarı gelin aman Sarı gelin aman sarı gelin aman suna yarim Erzurum'da bir kuş var neylim aman aman Neylim aman aman neylim aman aman sarı gelin Kanadında gümüş var ay nenen ölsün sarı gelin aman Sarı gelin aman sarı gelin aman suna yarim Elinde divit kalem neylim aman aman Neylim aman aman neylim aman aman sarı gelin Katlime ferman yazar ay nenen ölsün sarı gelin aman Sarı gelin aman sarı gelin aman suna yarim Palandöken güzel dağ neylim aman aman Neylim aman aman neylim aman aman sarı gelin Altı mor sümbüllü bağ ay nenen ölsün sarı gelin aman Sarı gelin aman sarı gelin aman suna yarim Vermem seni ellere neylim aman aman Neylim aman aman neylim aman aman sarı gelin Niceki bu halimse ay nenen ölsün sarı gelin aman Sarı gelin aman sarı gelin aman suna yarim | Armenischer Text Վարդ սիրեցի՝ փուշ դառավ, Դլե յաման, Գնաց, ուրիշին առավ… Ա՜խ, մերըդ մեռնի, Սարի աղջիկ, օ՜յ, օ՜յ, Քարի աղջիկ, օյ, օյ, Քար սիրտ աղջիկ, օյ, օյ, Չար սիրտ աղջիկ։ Գնաց, ուրիշին առավ, Դլե յաման, լեյլի ջան, ջան։ Մինուճարիս մեղքացիր, Դլե յաման, Թույն մի ածա թեժ վերքիս… Ա՜խ մերըդ մեռնի, Սարի աղջիկ, օ՜յ, օ՜յ… Քարի աղջիկ, օյ, օյ, Քար սիրտ աղջիկ, օյ, օյ, Չար սիրտ աղջիկ։ Թույն մի ածա թեժ վերքիս… Դլե յաման, լեյլի ջան, ջան։ Եղնիկ եմ՝ նետը կրծքիս, Դլե յաման, Տիրել ես խելք ու մտքիս… Ա՜խ մերըդ մեռնի, սարի աղջիկ, օ՜յ, օ՜յ… Քարի աղջիկ, օյ, օյ, Քար սիրտ աղջիկ, օյ, օյ, Չար սիրտ աղջիկ։ Տիրել ես խելք ու մտքիս… Դլե յաման, լեյլի ջան, ջան։ |